# Visoki Atlas
Visoki Atlas, imenovan tudi Veliki Atlas, je gorovje v osrednjem Maroku, Severna Afrika, najvišji del gorovja Atlas.
Visoki Atlas se dviga na zahodu ob Atlantskem oceanu in se razteza proti vzhodu do maroško-alžirske meje. Ob Atlantiku in proti jugozahodu se območje nenadoma zniža in naredi impresiven prehod do obale in Antiatlasa. Proti severu, v smeri Marakeša, se veriga spušča manj strmo.
Pogorje vključuje Džebel Toubkal, ki je s 4167 m najvišji v območju in leži v narodnem parku Toubkal. Gorovje služi kot meteorološka ovira v Maroku, ki teče vzhod-zahod in ločuje Saharo od sredozemskega in celinskega območja na severu in zahodu. V višjih legah masiva redno zapade sneg, kar omogoča zimske športe. Sneg se v Visokem Atlasu zadržuje do pozne pomladi, večinoma na severnih stenah pogorja. Na zahodnem visokem Atlasu je Oukaïmeden, eno od treh glavnih smučarskih središč v Maroku.
Visoki Atlas je vir za številne rečne sisteme. Večina celoletnih rek teče proti severu in predstavlja osnovo za tamkajšnja naselja. Številni vadiji in sezonske reke se končajo v puščavah na jugu in planotah na vzhodu gora.
V gorovju Visokega Atlasa živijo Berberi, ki živijo od poljedelstva in paše v dolinah. V stepskem območju Visokega Atlasa, kjer je padavin malo, so domačini ustvarili pametno tehniko za obvladovanje nizkih padavin in šibke zemlje. Precej polsušna ozemlja spremenijo v rodovitne doline, ki jih lokalno imenujejo Agdal (vrt v berberščini). Ta tehnika je navdušila številne zahodne poljedelce, ki so bili navdušeni nad visoko učinkovitostjo tega kmetijskega sistema. Mnogi znanstveniki, zlasti francoski, izvajajo letne odprave, da bi opazovali skupnost in njihov življenjski sistem.

## Podnebje
V Visokem Atlasu obstajata dve vrsti alpskega podnebja:
- Sredozemsko podnebje prevladuje na severu in jugu zahodnega Visokega atlasa do (Džebel Toubkal), kot tudi na severnem delu osrednjega Visokega atlasa od Džebel Toubkala do Imilchila, zaradi njihove izpostavljenosti motnjam, ki prihajajo iz severnega Atlantskega oceana. Ta območja so razmeroma vlažna z nerednimi padavinami, a občasno s hudourniki. Letna količina padavin je med 600 in 1000 mm. Suša v poletnih mesecih, ki jo prekinejo nevihte, je običajno intenzivna. Sneg pada med novembrom in aprilom, vendar se lahko v vrhovih obdrži od septembra do junija. Skozi doline tečejo pomembne reke (vključno z Asif Melloul, Oued n'Fis in Oued Tessaout), ki oskrbujejo rodovitna porečja, kot sta Aït Bou Guemez in Imilchil. Ti pogoji omogočajo obstoj borovih, hrastovih in cedrovih gozdov. Ti gozdovi pa propadajo zaradi zmanjšanja letne količine padavin, prekomernega izkoriščanja dreves (uporabljajo se za gradnjo in ogrevanje) in prekomerne paše ovac in koz.
- Kontinentalno polsušno ali stepsko podnebje je prisotno v južnem delu osrednjega Visokega atlasa, od Toubkala do Imilchila, in v celotnem vzhodnem visokem Atlasu navzdol od Imilchila. Ta območja zaznamujejo nihanja temperatur. Razteza se proti jugu od stepskih dežel v skalnato puščavo. Nekatere lokalne doline, oskrbovane z namakanjem, omogočajo kmetijstvo. Gozdovi so skoraj redki.

## Razdelitev

### Zahodni visoki atlas
Na zahodu leži najstarejši del območja. Njegova najvišja točka je Džebel Toubkal, ki je viden iz mesta Marakeš. Džebel Toubkal leži v narodnem parku Toubkal, ki je bil ustanovljen leta 1942. Masiv je sestavljen iz jurskih in krednih formacij, ki so zarezane z globokimi dolinami, izdolbenimi z erozijo. Ta del območja vključuje dolino Ourika, ki je edina lokacija v Visokem Atlasu, kjer najdemo ogroženega prvaka, berberskega makaka (Macaca sylvanus); vendar pa tega primata najdemo tudi v delih Srednjega Atlasa in Rifa ter delih Alžirije. Dolina Ourika je tudi lokacija, kjer so že v 19. stoletju zabeležili pestro rastlinstvo.

### Centralni visoki atlas
Trdna gmota krede, v kateri morfološko prevladujejo tabularne cone, ki segajo do nadmorske višine 2500 m, se razteza od Azilala do Ouarzazata. Tukaj so kontrastne pokrajine podobne Koloradu v Združenih državah, z visokimi planotami, soteskami in škatlastimi kanjoni ter vrhovi, ki jih včasih razcepi erozija. Več vrhov na tem območju presega 4000 m, pri čemer je Džebel Mgoun s 4068 m najvišji vrh v tem delu Visokega Atlasa. Območje je naseljeno z Berberi.

### Vzhodni visoki atlas
Vzhodni del Visokega Atlasa tvori prostrane planote na visoki nadmorski višini, ki zagotavljajo povirje reke Moulouja. Razteza se od mesta Khenifra. Ta del območja vključuje trdno maso Tamlelt, katerega severni rob zasedajo njegovi višji vrhovi, kot je Džebel Ayachi na 3747 m. Nadmorska višina pada proti vzhodu, kjer se gore pridružijo predsaharskemu območju.
Ta masiv je postal mednarodno znano paleontološko najdišče po odkritju kosti dinozavra, imenovanega Atlasaurus, ki je naselil Maroko pred 180 milijoni let. Ta dinozaver se imenuje tudi Tazoudasaurus, po imenu vasi Tazouda, kjer so ga odkrili. Bitje, dolgo približno 15 metrov, naj bi bilo prednik Sauropoda, najdenega v Ameriki. Do pred 140 milijoni let sta bili afriška in ameriška celina povezani.

## Geologija
Atlaško gorovje opredeljuje intrakontinentalni pas v smeri VZV-ZJZ, ki je posledica tektonske inverzije poznotriasnega v srednjejurski tektonski bazen med kenozojsko konvergenco med afriško in evrazijsko ploščo. Maroški Atlas tvorita Visoki atlas proti SV-ZJZ in Srednji Atlas proti SV-JZ. Prvi je razdeljen na tri segmente, imenovane zahodni, osrednji in vzhodni Visoki atlas.
Zahodni Visoki Atlas je bil del atlantskega jurskega pasivnega roba in je ločen od osrednjega in vzhodnega Visokega Atlasa s paleozojskim masivom, območjem predmezozojskih izpostavljenosti tal, ki je južno od Marakeša. Osrednji in vzhodni bazen Visokega Atlasa se je razvil kot večfazni riftni sistem, ki sta ga proti vzhodu odprli dve veliki epizodi tektonskih jarkov, ki sta se zgodili v srednjem-poznem triasu in zgodnji juri (pozni sinemurij in pliensbah). Trenutno je za osrednji Visoki Atlas značilna nagubana domena kjer prevladujejo izrazite strukturne višine ali grebeni v smeri SV-JZ, ki ločujejo podolgovate in široke sinklinale zapolnjene z zgodnje- in srednjejurskimi sedimenti.
Prisotni so tudi podrejeni strukturni vrhovi v smeri SZ-JV, ki omejujejo sinklinale enakega trenda. Lokalno so prisotne tudi kredne in pozneje sintektonske terciarne enote (npr. miocensko-pliocenski konglomerati La Cathédrale in peščenjaki).

### Trias-jura
V triasu je bilo za osrednji ekstenzijski bazen Visokega Atlasa značilno sinriftno odlaganje rdečih slojev in lokaliziranih evaporitov, ki so jih pokrivali obsežni tokovi bazaltne lave.
Po triasnem odlaganju rdeče plasti so v zgodnji in srednji juri prevladovale morske razmere, kar je povzročilo razvoj karbonatnih in mešanih sistemov odlaganja. Bazen jurskega Atlasa je bil odprt proti vzhodu (zahodno kraljestvo Tetis) s paleozojskimi izvornimi območji proti zahodu in jugu. Liasni sedimentni sistemi so se razvili iz obsežnih peritidalnih plitvih vodnih karbonatnih platform (spodnji hetangij-spodnji sinemurij), ki so postopoma stopale nazaj proti obrobju bazena, do bolj lokaliziranega razvoja platforme, ki obkroža depocentre (sinemurij).[5]
Običajni prelomi in nagibanje blokov so se opazno povečali v času Pliensbachija, kar je povzročilo razdelitev bazena od severa proti jugu. Pliensbachske karbonatne platforme so se prednostno razvile v obrobnem bazenu in v sinsedimentnih strukturnih vzpetinah, kar je spodbujalo nenadne prehode v morskem sedimentnem zapisu iz plitve vode v bazenski facies.

### Toarcian
Globalna anoksija v najnovejšem pliensbachiju in najzgodnejšem toarcu se je zgodila v tesni povezavi z regionalnim utopitvijo spodnjih liasskih platform in lokalnim odlaganjem bazenskih laporjevcev. Od toarskih časov so se karbonatne platforme formacije Azilal razvile na obrobju osrednjega bazena Visokega Atlasa, medtem ko je os bazena zavzemal mešani sistem karbonatno-siliciklastičnih platform, ki je napredoval proti vzhodu do bazenskih usedlin. Ta mešani sistem se je postopoma stopnjeval v obsežno plitkovodno karbonatno platformo formacije Anoual, bajoške do zgodnje batonske starosti, ki je prepoznavna v celotnem osrednjem Visokem Atlasu.

### Kreda
Nazadnje rdeče plasti srednjega Doggerja do spodnje krede beležijo sedimentacijo celinskih do plitvih morskih prehodnih usedlin, ki so značilne za osrednjo domeno Visokega Atlasa. Popolnoma morski okoljski pogoji in platforme karbonatne usedline, ki se lokalno pojavljajo na robovih sistema Atlas, so prevladovali med aptijskim in cenomanskim časom.

## Paleontologija
V Visokem Atlasu so znani fosili mezozojskih živali. Ostanke sauropodnih dinozavrov Tazoudasaurus in Atlasaurus so našli v toarcijskih in batonskih usedlinah tega območja. Leta 2023 je bil fosil hibodontiformnega Strophodusa zbran iz bajocijskih usedlin Visokega Atlasa. To je najstarejši gondvanski primerek tega rodu v času odkritja. Novo vrsto so poimenovali Strophodus atlasensis po gorovju, kjer je bil najden njen holotip.

## Zanimivosti
Ob vznožju Visokega Atlasa najdemo Aït Benhaddou, ksar (magribijska arabščina arabsko قـصـر, latinizirano: qṣer, utrjena vas), ki je še vedno v uporabi. Ksar se pogosto uporablja v filmski industriji.
Približno na sredini se Skalni zid Amesfrane dviga približno 500 m iz suhe rečne struge. Formacija je sestavljena iz zaobljenih stebrov z vzorci vodoravnih grebenov, ki so nastali kot posledica erozije, zaradi česar so jo popotniki poimenovali katedrala zaradi podobnosti z gotsko stolnico.
Med vrhovi na višini 1600 m leži Kazba Telouet na cesti proti Marakešu. Zanimivi so tudi kanjoni in grape Dadès in Todra.